# Faches-Thumesnil
Faches-Thumesnil is een gemeente in het Franse Noorderdepartement (Frans: département du Nord) in de regio Hauts-de-France. De plaats maakt deel uit van het arrondissement Rijsel. Faches-Thumesnil telde op 1 januari 2022 18.310 inwoners.

## Geografie
De oppervlakte van Faches-Thumesnil bedroeg op 1 januari 2022 4,62 vierkante kilometer; de bevolkingsdichtheid was toen 3.963,2 inwoners per km².

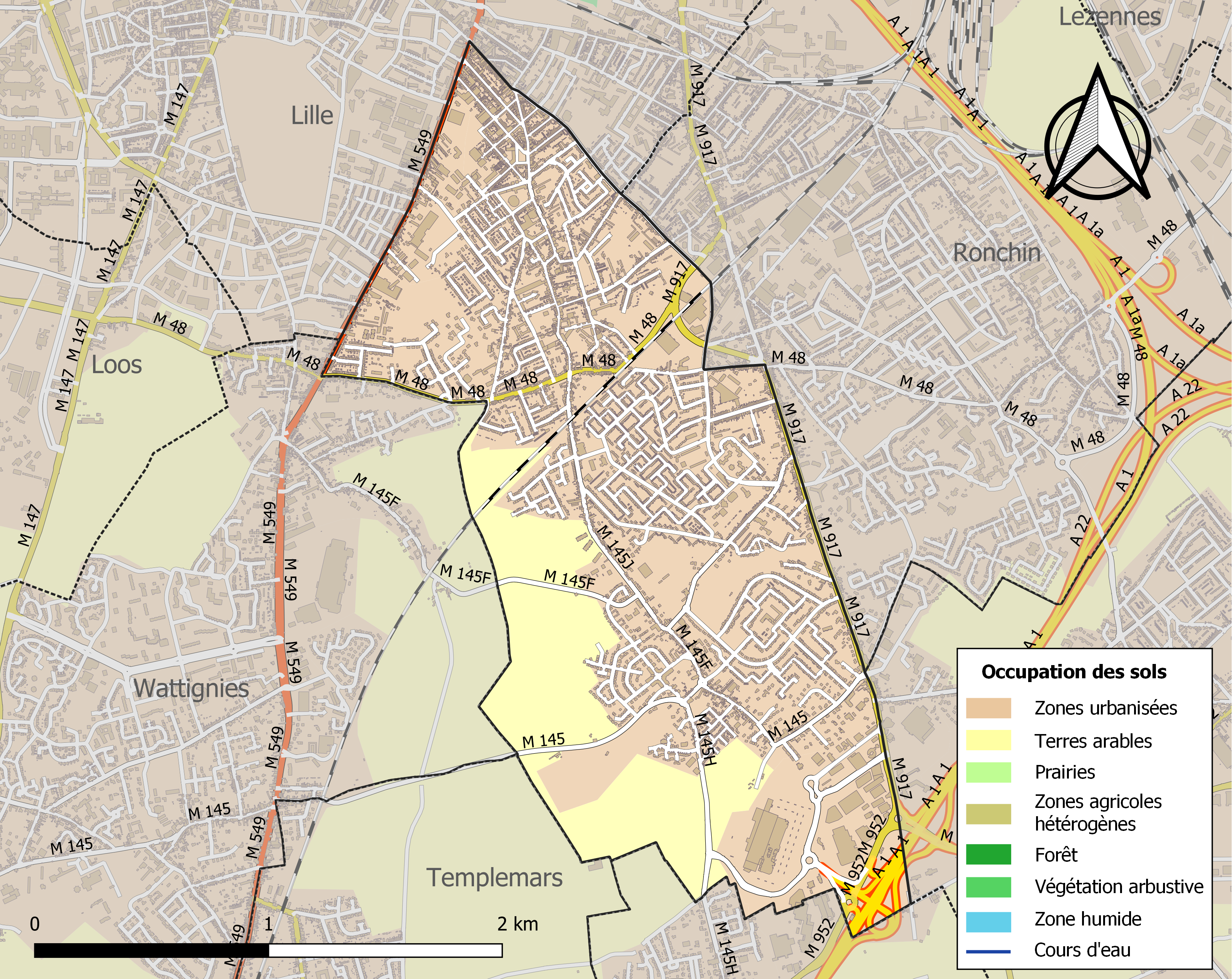
Kaart van de gemeente met belangrijkste infrastructuur, bodemgebruik en omliggende gemeenten

## Demografie
Onderstaande figuur toont het verloop van het inwonertal (bron: INSEE-tellingen).